# Stauteich I
Der Stauteich I  im Osten von Bielefeld-Mitte ist der westlichste von drei Stauteichen entlang des Luttergrünzugs. Das kleine Stillgewässer entstand in den 1920er–1930er Jahren durch Anstauen des Lutterbachs.

## Geographie und Einordnung
Der oval geformte Stauteich ist 130 × 105 m groß und hat eine Fläche von etwa 1,0 Hektar. Er liegt auf einer Höhe von 94,9 m über dem Meeresspiegel.